# Svetovno prvenstvo v hokeju na ledu 2012 - Divizija I
Divizija I Svetovnega prvenstva v hokeju na ledu 2012 se je odvijala med 15. in 21. aprilom 2012. Na turnirju je sodelovalo 12 reprezentanc, razdeljenih v dve skupini (skupino A in skupino B). Skupino A je gostila ljubljanska Arena Stožice, skupino B pa Ledena dvorana Krynica v poljskem mestu Krynica-Zdrój.

## Sodelujoče reprezentance

### Skupina A
| Reprezentanca       | Uvrstitev                                        |
| ------------------- | ------------------------------------------------ |
| Avstrija            | 15. mesto na prvenstvu elitne divizije 2011.     |
| Slovenija           | 16. mesto na prvenstvu elitne divizije 2011.     |
| Madžarska           | 2. mesto na prvenstvu skupine A Divizije I 2011. |
| Združeno kraljestvo | 2. mesto na prvenstvu skupine B Divizije I 2011. |
| Japonska            | Leta 2011 zaradi potresa ni nastopala.           |
| Ukrajina            | 3. mesto na prvenstvu skupine B Divizije I 2011. |

### Skupina B
| Reprezentanca | Uvrstitev                                         |
| ------------- | ------------------------------------------------- |
| Južna Koreja  | 3. mesto na prvenstvu skupine A Divizije I 2011.  |
| Poljska       | 4. mesto na prvenstvu skupine B Divizije I 2011.  |
| Nizozemska    | 4. mesto na prvenstvu skupine A Divizije I 2011.  |
| Litva         | 5. mesto na prvenstvu skupine B Divizije I 2011.  |
| Romunija      | 1. mesto na prvenstvu skupine B Divizije II 2011. |
| Avstralija    | 1. mesto na prvenstvu skupine A Divizije II 2011. |

## Skupina A

### Lestvica
| Reprezentanca       | OT | Z | ZP | PP | P | DG | PG | GR | Toč |
| ------------------- | -- | - | -- | -- | - | -- | -- | -- | --- |
| Slovenija           | 5  | 5 | 0  | 0  | 0 | 17 | 9  | +8 | 15  |
| Avstrija            | 5  | 3 | 0  | 1  | 1 | 24 | 16 | +8 | 10  |
| Madžarska           | 5  | 2 | 0  | 0  | 3 | 15 | 18 | −3 | 6   |
| Japonska            | 5  | 1 | 1  | 1  | 2 | 13 | 14 | −1 | 6   |
| Združeno kraljestvo | 5  | 1 | 1  | 0  | 3 | 14 | 22 | −8 | 5   |
| Ukrajina            | 5  | 0 | 1  | 1  | 3 | 12 | 16 | −4 | 3   |

### Tekme
| 15.. april 2012 | Japonska | 1–5 | Madžarska | Arena Stožice, Ljubljana |

| Poročilo tekme | Poročilo tekme                    | Poročilo tekme  | Poročilo tekme | Poročilo tekme  |
| -------------- | --------------------------------- | --------------- | --- | --------------- |
| Začetek: 13:00 | S. Janadori (T. Jamašita) – 57:49 | (0–2, 0–2, 1–1) | 05:39 – B. Magosi (L. Sikorcin, I. Bartalis) 12:02 – A. Horvath (C. Kovács, I. Bartalis) 33:18 – I. Sofron (B. Ladányi) (PP) 39:13 – C. Kovács (T. Pozsgai) (PP) 55:13 – A. Mihály (J. Hári, J. Vas) | Gledalci: 1.652 |

| 15.. april 2012 | Ukrajina | 4–5 | Avstrija | Arena Stožice, Ljubljana |

| Poročilo tekme | Poročilo tekme | Poročilo tekme  | Poročilo tekme | Poročilo tekme  |
| -------------- | --- | --------------- | --- | --------------- |
| Začetek: 16:30 | O. Timčenko (K. Kasjančuk, O. Materuhin) (PP) – 13:07 O. Pobjedonoscev (V. Ljutkevič, O. Materuhin) (PP) – 32:20 O. Timčenko (O. Pobjedonoscev) – 34:36 O. Timčenko (O. Materuhin) (PP) – 57:02 | (1–1, 2–4, 1–0) | 03:01 – M. Geier (R. Herburger, S. Geier) (PP) 20:47 – T. Raffl (M. Trattnig, S. Ulmer) 21:36 – J. Kirsits (M. Herburger, M. Geier) 22:24 – D. Welser (S. Ulmer, M. Grabner) 29:18 – T. Koch (D. Welser) | Gledalci: 1.419 |

| 15.. april 2012 | Združeno kraljestvo | 2–3 | Slovenija | Arena Stožice, Ljubljana |

| Poročilo tekme | Poročilo tekme                                                           | Poročilo tekme  | Poročilo tekme                                                                                         | Poročilo tekme  |
| -------------- | ------------------------------------------------------------------------ | --------------- | --- | --------------- |
| Začetek: 20:00 | C. Shields (R. Dowd, C. Peacock) – 06:31 C. Peacock (C. Shields) – 21:15 | (1–2, 1–0, 0–1) | 03:35 – Ž. Jeglič (R. Sabolič) 12:35 – D. Rodman (A. Music) 56:01 – T. Razingar (R. Pajič, A. Tavželj) | Gledalci: 9.861 |

| 16.. april 2012 | Madžarska | 3–1 | Ukrajina | Arena Stožice, Ljubljana |

| Poročilo tekme | Poročilo tekme                                                                                           | Poročilo tekme  | Poročilo tekme                                           | Poročilo tekme  |
| -------------- | --- | --------------- | -------------------------------------------------------- | --------------- |
| Začetek: 13:00 | N. Galanisz (C. Kovács, A. Benk) – 10:04 L. Sikorcin (I. Bartalis) – 11:35 J. Vas (M. Vas) (ENG) – 58:46 | (2–0, 0–0, 1–1) | 43:43 – O. Pobjedonoscev (O. Materuhin, M. Balaban) (PP) | Gledalci: 1.020 |

| 16.. april 2012 | Avstrija | 7–3 | Združeno kraljestvo | Arena Stožice, Ljubljana |

| Poročilo tekme | Poročilo tekme | Poročilo tekme  | Poročilo tekme | Poročilo tekme |
| -------------- | --- | --------------- | --- | -------------- |
| Začetek: 16:30 | T. Hundertpfund (D. Welser) (PP) – 07:48 G. Baumgartner – 09:12 M. Latusa (D. Oberkofler) – 09:37 G. Baumgartner (M. Latusa, S. Ulmer) (PP) – 21:17 T. Hundertpfund (R. Herburger) – 34:38 M. Latusa (T. Raffl, G. Baumgartner) (PP) – 43:34 R. Herburger (S. Geier) – 52:56 | (3–0, 2–2, 2–1) | 33:03 – C. Shields (R. Dowd, C. Peacock) 38:23 – C. Shields (R. Dowd, D. Mayers) 50:27 – C. Neilson (C. Shields, D. Clarke) (PP) | Gledalci: 986  |

| 16.. april 2012 | Slovenija | 4–2 | Japonska | Arena Stožice, Ljubljana |

| Poročilo tekme | Poročilo tekme | Poročilo tekme  | Poročilo tekme                                    | Poročilo tekme  |
| -------------- | --- | --------------- | ------------------------------------------------- | --------------- |
| Začetek: 20:00 | M. Robar (Ž. Jeglič, R. Tičar) – 11:03 D. Rodman (A. Kranjc) (PP) – 27:24 A. Kranjc (PP) – 58:40 T. Razingar] (D. Rodman) (ENG) – 59:49 | (1–0, 1–1, 2–1) | 34:57 – R. Tanaka (H. Terao) 47:23 – T. Jamashita | Gledalci: 8.070 |

| 18.. april 2012 | Ukrajina | 3–4 (P) | Združeno kraljestvo | Arena Stožice, Ljubljana |

| Poročilo tekme | Poročilo tekme | Poročilo tekme           | Poročilo tekme                                                                                                 | Poročilo tekme |
| -------------- | --- | ------------------------ | --- | -------------- |
| Začetek: 13:00 | O. Pobjedonoscev (O. Jakovenko, D. Zabludovski) – 13:29 S. Klimentjev (J. Navarenko) (PP) – 35:07 O. Pobjedonoscev (O. Timčenko, V. Ljutkevič – 35:51 | (1–0, 2–3, 0–0) (P: 0–1) | 23:05 – R. Dowd (PS) 30:46 – M. Myers (SH) 32:53 – R. Dowd (C. Shields, C. Neilson) 61:46 – R. Dowd (M. Myers) |                |

| 18. april 2012 | Avstrija | 3–4 KS | Japonska | Arena Stožice, Ljubljana |

| Poročilo tekme | Poročilo tekme | Poročilo tekme                     | Poročilo tekme | Poročilo tekme |
| -------------- | --- | ---------------------------------- | --- | -------------- |
| Začetek: 16:30 | M. Altmann (P. Harand, M. Latusa) – 11:52 S. Ulmer (R. Herburger, M. Geier) – 29:13 M. Trattnig (T. Koch, D. Welser) (PP2) – 47:20 Gregor Baumgartner Michael Grabner T. Koch | (1–0, 1–2, 1–1) (P: 0–0) (KS: 0–1) | 25:25 – Š. Kudži (D. Tonosaki, G. Tanaka) (PP) 36:47 – Š. Kudži (A. Keller, D. Tonosaki) 48:33 – Š. Kudži Hiroki Ueno Hiromiči Terao G. Tanaka | Gledalci: 640  |

| 18. april 2012 | Slovenija | 4–1 | Madžarska | Arena Stožice, Ljubljana |

| Poročilo tekme | Poročilo tekme | Poročilo tekme  | Poročilo tekme                              | Poročilo tekme  |
| -------------- | --- | --------------- | ------------------------------------------- | --------------- |
| Začetek: 20:00 | R. Sabolič (B. Gregorc) – 02:55 B. Gregorc (M. Robar) (PP2) – 26:13 D. Rodman (S. Kovačevič, A. Kranjc) – 27:09 R. Tičar (M. Robar, B. Gregorc) (PP) – 47:27 | (1–0, 2–0, 1–1) | 50:25 – M. Vas (B. Ladanyi, I. Sofron) (PP) | Gledalci: 9.563 |

| 19. april 2012 | Združeno kraljestvo | 0–5 | Japonska | Arena Stožice, Ljubljana |

| Poročilo tekme | Poročilo tekme | Poročilo tekme  | Poročilo tekme | Poročilo tekme |
| -------------- | -------------- | --------------- | --- | -------------- |
| Začetek: 13:00 |                | (0–2, 0–2, 0–1) | 09:10 – H. Ueno (Š. Kudži, G. Tanaka) (PP) 13:02 – H. Ueno 31:34 – H. Kavašima (T. Išizuka, K. Mitamura) 33:48 – Š. Janadori (T. Jamašita, D. Tonosaki) 48:50 – K. Mitamura (T. Jamašita) | Gledalci: 680  |

| 19. april 2012 | Madžarska | 2–7 | Avstrija | Arena Stožice, Ljubljana |

| Poročilo tekme | Poročilo tekme                                                                | Poročilo tekme  | Poročilo tekme | Poročilo tekme  |
| -------------- | ----------------------------------------------------------------------------- | --------------- | --- | --------------- |
| Začetek: 16:30 | N. Galanisz (B. Magosi, I. Bartalis) – 04:50 M. Vas (B. Ladanyi) (PP) – 10:47 | (2–1, 0–2, 0–4) | 06:27 – S. Geier (J. Kirisits, J. Reichel) 22:58 – G. Unterluggauer (PP2) 38:49 – M. Latusa (M. Grabner) 43:26 – P. Harand (D. Oberkofler) 51:58 – G. Unterluggauer (M. Grabner) 53:38 – M. Latusa (G. Baumgartner, M. Trattnig) (PP) 55:36 – G. Baumgartner (M. Trattnig, T. Hundertpfund) | Gledalci: 4.250 |

| 19. april 2012 | Slovenija | 3–2 | Ukrajina | Arena Stožice, Ljubljana |

| Poročilo tekme | Poročilo tekme | Poročilo tekme  | Poročilo tekme                                                                                               | Poročilo tekme  |
| -------------- | --- | --------------- | --- | --------------- |
| Začetek: 20:00 | R. Sabolič (R. Tičar, Ž. Jeglič) – 21:53 R. Tičar (M. Robar) – 29:13 R. Tičar (R. Sabolič, B. Gregorc) (PP) – 44:25 | (0–1, 2–1, 1–0) | 12:45 – A. Mihnov (S. Klimentijev, S. Ramazanov) (EA) 24:25 – O. Šafarenko (V. Ljutkevič, O. Timčenko) (PP2) | Gledalci: 9.450 |

| 21. april 2012 | Japonska | 1–2 (P) | Ukrajina | Arena Stožice, Ljubljana |

| Poročilo tekme | Poročilo tekme                                                                         | Poročilo tekme                     | Poročilo tekme | Poročilo tekme |
| -------------- | -------------------------------------------------------------------------------------- | ---------------------------------- | --- | -------------- |
| Začetek: 13:00 | R. Tanaka (H. Terao, M. Suzuki) – 47:16 Š. Kudži H. Terao G. Tanaka Š. Kudži G. Tanaka | (0–1, 0–0, 1–0) (P: 0–0) (KS: 0–1) | 08:48 – J. Navarenko (O. Materuhin, O. Šafarenko) O. Timčenko A. Bondarjev K. Kasjančuk K. Kasjančuk A. Bondarjev | Gledalci: 640  |

| 21. april 2012 | Madžarska | 4–5 | Združeno kraljestvo | Arena Stožice, Ljubljana |

| Poročilo tekme | Poročilo tekme | Poročilo tekme  | Poročilo tekme | Poročilo tekme  |
| -------------- | --- | --------------- | --- | --------------- |
| Začetek: 16:30 | M. Vas (B. Ladanyi, I. Sofron) – 03:05 C. Kovács (I. Sofron) – 06:54 I. Sofron (PS) – 21:40 A. Mihaly (B. Láda, M. Vas) – 36:25 | (2–2, 2–2, 0–1) | 01:53 – J. Phillips (R. Lachowicz, M. Richardson) 17:43 – R. Dowd (D. Phillips, C. Shields) (PP) 34:02 – O. Fussey (C. Shields, D. Meyers) (PP) 34:02 – D. Clarke (M. Richardson, R. Dowd) 48:29 – R. Dowd (PS) | Gledalci: 2.460 |

| 21. april 2012 | Avstrija | 2–3 | Slovenija | Arena Stožice, Ljubljana |

| Poročilo tekme | Poročilo tekme                                                                                 | Poročilo tekme  | Poročilo tekme                                                                                    | Poročilo tekme   |
| -------------- | ---------------------------------------------------------------------------------------------- | --------------- | ------------------------------------------------------------------------------------------------- | ---------------- |
| Začetek: 20:00 | G. Unterluggauer (G. Baumgartner, M. Schumnig) – 25:46 T. Raffl (T. Hundertpfund) (PP) – 28:09 | (0–0, 2–3, 0–0) | 24:07 – A. Hebar (R. Pajič) 26:08 – M. Rodman (A. Mušič, D. Rodman) 37:10 – A. Kranjc (D. Rodman) | Gledalci: 10.500 |

## Skupina B

### Lestvica
| Reprezentanca | OT | Z | ZP | PP | P | DG | PG | GR  | Toč |
| ------------- | -- | - | -- | -- | - | -- | -- | --- | --- |
| Južna Koreja  | 5  | 4 | 1  | 0  | 0 | 24 | 10 | +14 | 14  |
| Poljska       | 5  | 4 | 0  | 0  | 1 | 31 | 7  | +24 | 12  |
| Nizozemska    | 5  | 3 | 0  | 1  | 1 | 21 | 13 | +8  | 10  |
| Romunija      | 5  | 2 | 0  | 0  | 3 | 13 | 28 | −15 | 6   |
| Litva         | 5  | 1 | 0  | 0  | 4 | 9  | 27 | –18 | 3   |
| Avstralija    | 5  | 0 | 0  | 0  | 5 | 14 | 27 | −13 | 0   |

### Tekme
| 15.. april 2012 | Avstralija | 4–8 | Južna Koreja | Ledena dvorana Krynica, Krynica |

| Poročilo tekme | Poročilo tekme | Poročilo tekme  | Poročilo tekme | Poročilo tekme |
| -------------- | --- | --------------- | --- | -------------- |
| Začetek: 13:00 | T. Powell (J. Hughes) – 10:10 T. Powell (J. Hughes, L. Webster) – 15:05 J. Harding (A. White) (PP2) – 19:23 L. Webster (T. Powell) (PP) – 24:43 | (3–3, 1–1, 0–4) | 03:37 – Kim H. (Lee Y., Kim G.) (PP) 05:01 – Lee Y. (Kim K., Lee D.) 19:00 – Kim W. (SH) 32:29 – Lee Y. (Lee D.) 44:05 – Park W. (Lee Y., Kim D.) 55:47 – Kim K. (Park W.) 57:18 – Kim G. (Kim S., Sin S.) 59:58 – Kim S. (Kim G., Sin S.) | Gledalci: 450  |

| 15.. april 2012 | Romunija | 1–4 | Nizozemska | Ledena dvorana Krynica, Krynica |

| Poročilo tekme | Poročilo tekme              | Poročilo tekme  | Poročilo tekme | Poročilo tekme |
| -------------- | --------------------------- | --------------- | --- | -------------- |
| Začetek: 16:30 | R. Gliga (T. Becze) – 27:53 | (0–0, 1–3, 0–1) | 34:21 – I. van den Heuvel (L. van Sloun) (PP2) 35:23 – D. Hagemeijer (J. van Oorschot, B. Willemse) (PP) 38:31 – D. Hagemeijer (K. Bruijsten, N. de Jong) 56:55 – M. Kras (L. Houkes, L. van Slound) | Gledalci: 250  |

| 15.. april 2012 | Litva | 0–9 | Poljska | Ledena dvorana Krynica, Krynica |

| Poročilo tekme | Poročilo tekme | Poročilo tekme  | Poročilo tekme | Poročilo tekme  |
| -------------- | -------------- | --------------- | --- | --------------- |
| Začetek: 20:00 |                | (0–2, 0–4, 0–3) | 10:11 – P. Sarnik (T. Malasinski, P. Wajda) (PP) 11:55 – K. Dziubinski (J. Witecki, T. Malasinski) 20:31 – L. Laszkiewicz (D. Slabon, P. Sarnik) 24:42 – M. Kolusz (K. Zapala) 33:15 – M. Csorich (G. Pasiut, J. Rzeszutko) 39:13 – M. Lopuski (M. Kolusz, P. Dronia) 46:44 – G. Pasiut 47:27 – K. Dziubinski (M. Csorich, P. Wajda) 55:53 – P. Dawel (D. Kapica) (PP2) | Gledalci: 3.000 |

| 16.. april 2012 | Nizozemska | 6–2 | Avstralija | Ledena dvorana Krynica, Krynica |

| Poročilo tekme | Poročilo tekme | Poročilo tekme  | Poročilo tekme                                   | Poročilo tekme |
| -------------- | --- | --------------- | ------------------------------------------------ | -------------- |
| Začetek: 13:00 | K. Bruijsten (M. Bruijsten) – 18:04 M. Dalhuisen (M. Postma, A. Demelinne) – 26:56 M. Kars (L. van Sloun) (PP) – 28:29 M. Postma (M. Kars, L. Houkes) (PP) – 34:28 D. Hagemeijer (M. Dalhuisen) (PP) – 47:57 K. Bruijsten (D. Hagemeijer, J. van Oorschot) (PP) – 51:45 | (1–1, 3–1, 2–0) | 00:37 – N. Walker 37:53 – L. Webster (J. Hughes) | Gledalci: 150  |

| 16.. april 2012 | Južna Koreja | 3–0 | Litva | Ledena dvorana Krynica, Krynica |

| Poročilo tekme | Poročilo tekme                                                                           | Poročilo tekme  | Poročilo tekme | Poročilo tekme |
| -------------- | ---------------------------------------------------------------------------------------- | --------------- | -------------- | -------------- |
| Začetek: 16:30 | Kim G. (Sin S., Kim S.) – 12:52 Kim W. (Kim Y., Lee Y.) – 17:23 Park W. (Kim K.) – 19:47 | (3–0, 0–0, 0–0) |                | Gledalci: 100  |

| 16.. april 2012 | Poljska | 10–0 | Romunija | Ledena dvorana Krynica, Krynica |

| Poročilo tekme | Poročilo tekme | Poročilo tekme  | Poročilo tekme | Poročilo tekme  |
| -------------- | --- | --------------- | -------------- | --------------- |
| Začetek: 20:00 | M. Lopuski (K. Zalapa, M. Kolusz) – 01:07 K. Zalapa (M. Kolusz, P. Dronia) – 16:15 D. Slabon (L. Lasziewicz, A. Borzecki) (PP) – 19:49 M. Lopuski (A. Borzecki, M. Kolusz) (PP) – 26:40 L. Lasziewicz (A. Borzecki, D. Slabon) – 32:17 D. Slabon (L. Lasziewicz, P. Wajda) (PP) – 38:59 J. Rzeszutko (G. Pasiut, A. Borzecki) – 47:01 L. Lasziewicz (D. Slabon) (PP) – 47:52 K. Dziubinski (M. Csorich, P. Wajda) – 52:55 K. Dziubinski (M. Kolusz, A. Borzecki) (PP) – 58:58 | (3–0, 3–0, 4–0) |                | Gledalci: 1.500 |

| 18.. april 2012 | Južna Koreja | 6–1 | Romunija | Ledena dvorana Krynica, Krynica |

| Poročilo tekme | Poročilo tekme | Poročilo tekme  | Poročilo tekme                              | Poročilo tekme |
| -------------- | --- | --------------- | ------------------------------------------- | -------------- |
| Začetek: 13:00 | Lee Yo. (Kim W., Kim S.) (PP) – 11:16 Ahn H. (Jung B., Oh H.) – 13:04 Kim H. (Jung B., Ahn H.) – 16:02 Lee Yu. (Lee D.) (PP) – 29:21 Kim H. (Kim W.) (SH) – 45:34 Lee Yu. (Park W., Kim D.) – 55:38 | (3–0, 1–0, 2–1) | 59:56 – Z. Molnar (C. Virag, Z. Antal) (PP) | Gledalci: 150  |

| 18. april 2012 | Avstralija | 2–3 | Litva | Krynica Ice Stadium, Krynica |

| Poročilo tekme | Poročilo tekme                                                 | Poročilo tekme  | Poročilo tekme | Poročilo tekme |
| -------------- | -------------------------------------------------------------- | --------------- | --- | -------------- |
| Začetek: 16:30 | M. Schlamp (A. White) – 23:30 T. Graham (G. Oddy) (PP) – 39:59 | (0–2, 2–1, 0–0) | 04:49 – P. Rulevičius (D. Bogdziul) 08:52 – N. Ališauskas (D. Pliskauskas, M. Kieras) 28:38 – N. Ališauskas (M. Kieras, D. Kulevičius) (PP) | Gledalci: 170  |

| 18. april 2012 | Poljska | 5–1 | Nizozemska | Krynica Ice Stadium, Krynica |

| Poročilo tekme | Poročilo tekme | Poročilo tekme  | Poročilo tekme                                          | Poročilo tekme  |
| -------------- | --- | --------------- | ------------------------------------------------------- | --------------- |
| Začetek: 20:00 | L. Laszkiewicz (P. Sarnik, J. Gabrys) – 08:01 M. Kolusz (M. Lopuski, M. Rompkowski) – 08:18 M. Lopuski (SH) – 30:12 M. Kolusz (K. Zapala, J. Gabrys) (SH) – 48:08 J. Rzeszutko (J. Witecki, M. Urbanowcz) – 55:42 | (2–0, 1–0, 2–1) | 53:41 – M. Dalhuisen (D. Hagemeijer, K. Bruijsten) (PP) | Gledalci: 1,900 |

| 19. april 2012 | Litva | 5–6 | Romunija | Ledena dvorana Krynica, Krynica |

| Poročilo tekme | Poročilo tekme | Poročilo tekme  | Poročilo tekme | Poročilo tekme |
| -------------- | --- | --------------- | --- | -------------- |
| Začetek: 13:00 | N. Ališauskas (A. Bendzius) (PP) – 11:50 A. Bendzius (D. Pliskauskas, D. Kulevičius) – 12:51 M. Kieras (D. Pliskauskas, D. Bogdziul) – 17:23 D. Pliskauskas (N. Ališauskas) – 39:41 D. Pliskauskas (A. Katulis) – 41:03 | (3–1, 1–2, 1–3) | 06:12 – A. Góga (Z. Molnár, C. Virág) 25:57 – Y. Pysarenko (E. Moldovan, L. Zsók) (SH) 33:25 – O. Biro (S. Papp, I. Nagy) 56:14 – E. Mihály (Z. Molnár, A. Góga) (PP) 56:28 – I. Nagy (E. Moldovan, O. Biro) 58:13 – I. Nagy (O. Biro, E. Moldovan) | Gledalci: 140  |

| 19. april 2012 | Nizozemska | 3–4 (P) | Južna Koreja | Ledena dvorana Krynica, Krynica |

| Poročilo tekme | Poročilo tekme | Poročilo tekme           | Poročilo tekme                                                                                              | Poročilo tekme |
| -------------- | --- | ------------------------ | --- | -------------- |
| Začetek: 16:30 | M. Bruijsten (D. Hagemeijer, K. Bruijsten) (PP) – 05:09 A. Demelinne (J-J. Natte, M. Postma) (PP) – 43:30 A. Demelinne (M. Postma, I. van den Heuvel) (PP) – 51:03 | (1–2, 0–1, 2–0) (P: 0–1) | 13:48 – Lee Y. (Kim W.) (SH) 19:19 – Kim K. (Lee Y., Kim D.) 32:47 – Kim G. (Oh H.) 63:39 – Kim W. (Sin S.) | Gledalci: 85   |

| 19. april 2012 | Poljska | 5–3 | Avstralija | Ledena dvorana Krynica, Krynica |

| Poročilo tekme | Poročilo tekme | Poročilo tekme  | Poročilo tekme                                                                       | Poročilo tekme  |
| -------------- | --- | --------------- | ------------------------------------------------------------------------------------ | --------------- |
| Začetek: 20:00 | J. Rzeszutko (M. Kolusz) – 14:33 J. Witecki (M. Urbanowicz) – 35:18 M. Kolusz (M. Csorich) – 37:49 P. Dronia (M. Urbanowicz) – 38:44 D. Slabon (L. Laszkiewicz) – 44:23 | (1–0, 3–2, 1–1) | 20:27 – N. Walker 38:59 – S. Stephenson (G. Hyde) 59:42 – T. Stephenson (J. Seymour) | Gledalci: 2,000 |

| 21. april 2012 | Nizozemska | 7–1 | Litva | Ledena dvorana Krynica, Krynica |

| Poročilo tekme | Poročilo tekme | Poročilo tekme  | Poročilo tekme                        | Poročilo tekme |
| -------------- | --- | --------------- | ------------------------------------- | -------------- |
| Začetek: 13:00 | J-J. Natte (A. Demelinne) – 16:39 D. Hagemeijer (M. Bruijsten) – 18:23 A. Demelinne (M. Postma) – 32:22 D. Hagemeijer (M. Dalhuisen, K. Bruijsten) (PP) – 44:01 L. Houkes (M. Kars) – 44:59 M. Postma (M. Dalhuisen, B. Willemse) (PP) – 46:50 I. van den Heuvel (M. Kars) (SH) – 52:02 | (2–0, 1–1, 4–0) | 27:22 – D. Bogdziul (P. Nauseda) (PP) | Gledalci: 70   |

| 21. april 2012 | Romunija | 5–3 | Avstralija | Ledena dvorana Krynica, Krynica |

| Poročilo tekme | Poročilo tekme | Poročilo tekme  | Poročilo tekme | Poročilo tekme |
| -------------- | --- | --------------- | --- | -------------- |
| Začetek: 16:30 | S. Szőcs (A. Góga) – 01:54 S. Szőcs (L. Zsók, Z. Antal) – 13:32 Y. Pysarenko (E. Mihály, A. Góga) – 38:22 L. Zsók (Z. Antal, S. Szőcs) – 51:25 A. Góga (C. Virág) – 52:00 | (2–2, 1–0, 2–1) | 09:25 – S. Stephenson (G. Oddy, M. Schlamp) 18:35 – T. Stephenson (L. Webster, J. Harding) 51:45 – S. Stephenson (G. Oddy, M. Schlamp) | Gledalci: 250  |

| 21. april 2012 | Južna Koreja | 3–2 | Poljska | Ledena dvorana Krynica, Krynica |

| Poročilo tekme | Poročilo tekme                                                                                | Poročilo tekme  | Poročilo tekme                                                                       | Poročilo tekme  |
| -------------- | --------------------------------------------------------------------------------------------- | --------------- | ------------------------------------------------------------------------------------ | --------------- |
| Začetek: 20:00 | Kim W. (Kim H., Sin S.) – 17:42 Sin S. (Lee Y, Oh H.) – 25:52 Kim H. (Lee S., Kim W.) – 51:39 | (1–2, 1–0, 1–0) | 07:23 – J. Gabrys (L. Laszkiewicz) 13:08 – P. Sarnik (L. Laszkiewicz, P. Wajda) (PP) | Gledalci: 3,200 |